# Championnat du monde d'endurance moto 2017-2018
Navigation
Édition précédente Édition suivante
La saison 2017 - 2018 du Championnat du monde d'endurance moto est la 39e édition de cette compétition. Elle se déroule du 14 septembre au 29 juillet 2018.

## Calendrier
| N° | Date            | Course                    | Circuit                       | Lieu                | État, Pays |
| -- | --------------- | ------------------------- | ----------------------------- | ------------------- | ---------- |
| 1  | 14-17 Septembre | Bol d'Or                  | Circuit Paul-Ricard           | Le Castellet        | France     |
| 2  | 19-22 Avril     | 24 Heures Moto            | Circuit Bugatti               | Le Mans             | France     |
| 3  | 10-12 Mai       | 8 Heures du Slovakia RIng | Slovakia Ring                 | Orechová Potôň      | Slovaquie  |
| 4  | 7-9 Juin        | 8 Heures d'Oschersleben   | Motorsport Arena Oschersleben | Oschersleben (Bode) | Allemagne  |
| 5  | 27-29 Juillet   | 8 Heures de Suzuka        | Circuit de Suzuka             | Suzuka (Mie)        | Japon      |